# Panciotto

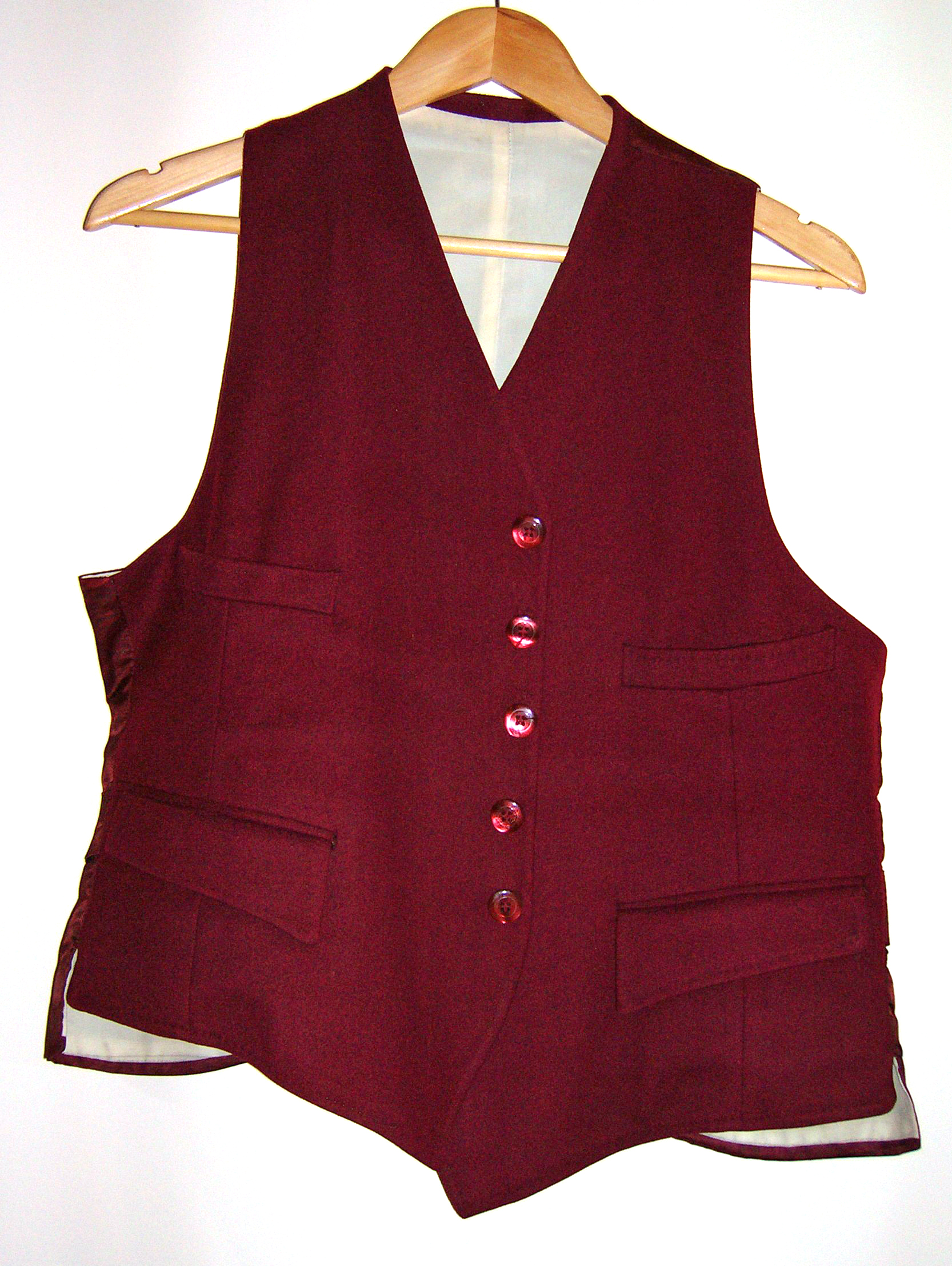
Un panciotto tradizionale

Il panciotto o corpetto è un indumento maschile senza maniche che copre il tronco ed è portato sotto la giacca e sopra la camicia nell'abito completo. Generalmente richiede l'uso della cravatta o farfallino, dato che si tratta di un capo che rientra nell'abbigliamento più formale.
Il panciotto si differenzia dal gilè in quanto quest'ultimo è di foggia più sportiva ed è fatto per essere portato da solo, senza giacca e senza cravatta.